# Fången i Kaukasus (opera)

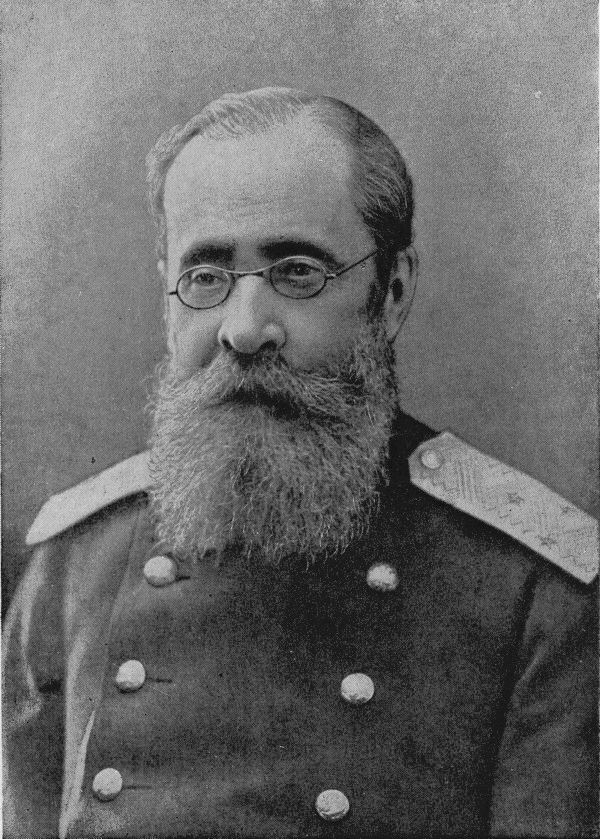
César Cui

Fången i Kaukasus (Кавказский пленник på kyrilliska, Kavkazskij plennik i translitteration) är en opera i tre akter med musik av César Cui.  Librettot tillskrivs Viktor Krylov och bygger på Alexander Pusjkins dikt med samma namn (1822).

## Historia
Operan komponerades i tre versioner. Den första (1857-1858) består endast av två akter (som senare skulle akterna I och III) men iscensättningen ställdes in på grund av dålig orkestrering och otillräcklig längd. Ouvertyren, som orkestrerades av Milij Balakirev, kunde emellertid höras konsertant. Många år senare bestämde Cui sig för att revidera två-aktsversionen; 1881-1882 lade han till en ny akt (akt II) och ytterligare en dans i akt III. Denna version bestämdes för den ryska premiären. Med hopp om en uppsättning i Belgien 1885 utökade Cui finalen till akt II och åstadkom därmed operans tredje version.

## Uppförandehistorik
Fången i Kaukasus hade premiär den 4 februari 1883 på Mariinskijteatern i Sankt Petersburg under musikalisk ledning av Eduard Nápravník. Operan blev Cuis mest spelade helaftonsopera. Uppsättningen i Liège 1886 markerade den första gången som en opera av "De fem" spelades i väst. Förutom detta exempel spelades operan aldrig mer utanför Ryssland och föll även i glömska i hemlandet efter Cuis död.

## Personer
| Roller                    | Stämma      | Premiärbesättning 4 februari 1883 (Dirigentr: Eduard Nápravník) |
| ------------------------- | ----------- | --------------------------------------------------------------- |
| Kazenbek                  | bas         | Fjodor Stravinskij                                              |
| Fatima, hans dotter       | sopran      | M. A. Slavina, F. N. Belinskaja                                 |
| Mar'iam, hennes väninna   | mezzosopran | N. A. Fride                                                     |
| Abubeker, Fatimas brudgum | baryton     | I. P. Prianisjnikov                                             |
| Fekherdin, en mulla       | bas         | M. M. Korjakin                                                  |
| En rysk fånge             | tenor       | M. D. Vasiljev                                                  |
| Förste tjerkessen         | tenor       |                                                                 |
| Andre tjerkessen          | baryton     | V. F. Sobolev                                                   |
| Andre mulla               | tenor       |                                                                 |

## Synopsis
Plats:Kaukasus i en bergsby
Akt I 

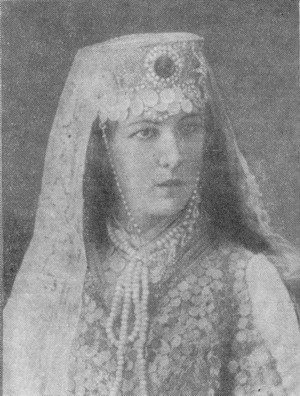
Tsvetkova som Fatima

Efter att bergsmännen har bett till Allah berättar Kazenbeks melankoliska dotter Fatima att en brudgum har utsetts till henna. Hon sörjer sitt öde. Plötsligt anländer en hop av högländare med en rysk fånge som Fatimas brudgum har fångat som en bröllopsgåva. Fatima känner sympati och blir förälskad i fången.  

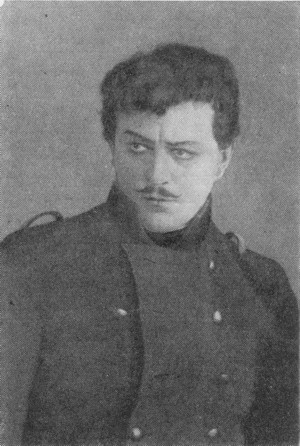
Sobinov som fången

Fången lämnas ensam under natten då Fatima i hemlighet ger honom mat. Efter att de har skilts åt rusar en högländare in till Kazenbek och berättar att en grupp av ryssar har invaderat närmast by. Folket samlas för att slåss mot den förhatliga fienden.
Akt II 
En grupp av kvinnor gratulerar Fatima. Efter att de har gått berättar Fatima om sin sorg för väninnan Mariam. När de hör hur Kazenbek och Fekherdin närmar sig gömmer de sig bakom en gardin och tjuvlyssnar. Mullan har haft en dröm där Fatimas känslor för fången avslöjas. Männen lämnar rummet. 
Brudgummen Abubeker anländer. Han uttrycker sin kärlek till Fatima. Hon hälsar honom välkommen. Abubejer överlämnar fången till Kazenbek. Folket dömer fången till döden.
Akt III  
På bröllopsfesten prisar folket brudgummen. Alla dansar. Efter det sjunger Mariam en tjerkessisk sång och alla lämnar de nygifta i fred. Fatima är fortfarande sorgsen och Abubeker frågar varför. De går ut och fången för entré. Fatima kommer in. Hon ber fången att fly och friger honom. Han berättar att han inte älskar henne utan en annan i sitt hemland. Hon blir förtvivlad och springe iväg. 
Mariam kommer in och berättar för Fatima att hela byn förbereder hämnden mot ryssarna. Folket anländer och förskräcks av Fatimas gärning. Då de skall döda henne begår hon självmord med en kniv. Notering: Enligt partituret är detta sättet som Fatima möter sitt öde, inte genom att dränka sig vilket antyds i Pusjkins originaltext.]

## Berömda musiknummer
- Ouvertyr
- Fatimas aria (Akt I)
- Fångens aria (Akt I)
- Abubekers (Akt II)
- Danser (Akt III)
- Tjerkessisk sång (Akt III)

### Allmänna källor
- Bernandt, G.B. Словарь опер впервые поставленных или изданных в дореволюционной России и в СССР, 1736-1959 [Dictionary of Operas First Performed or Published in Pre-Revolutionary Russia and in the USSR, 1836-1959] (Москва: Советский композитор, 1962), p. 125-126.
- César, Cui.  Кавказский пленник: опера в трех действиях (либретто по Пушкину).  Переложение для пения и фортепиано [Prisoner of the Caucasus, opera in three acts (libretto after Pushkin). Piano-vocal score]. Ст.-Петербург: В. Бессель, 1882.
- _______.  Le prisonnier du Caucase: opéra en 3 actes. Partition chant et piano.  St. Petersbourg, B. Bessel, 1885.